# OŠ „Desanka Maksimović” Priboj
Osnovna škola "Desanka Maksimović" je najmlađa osnovna škola u Priboju. Osnovana je kao "Treća osnovna škola" u proleće 1988. godine, a od 1993. godine nosi ime slavne pesnikinje Desanke Maksimović.
Škola je u prvoj godini osnivanja imala 70 učenika. Broj učenika je u stalnom padu. U školskoj 2008/9 godini u školskim klupama je 502 učenika. U matičnoj školi je 484, a u izdvojenim odeljenjima u Zabrđu četiri i Sjeverinu 14 učenika .Izdvojena odeljenja su četvororazredne škole.
Za 20 godina postojanja osmogodišnje školovanje u OŠ „Desanka Maksimović“ završilo je 1539 učenika.
Škola ima savremeno opremljenu multimedijalnu učionicu. Učenici O.Š. „Desanka Maksimović“ postižu zapažene rezultate, na predmetnim takmičenjima znanja, od opštinskih do republičkih.